# Lekanemab
Lekanemab, pod zaščitenim imenom Leqembi, je zdravilo iz skupine monoklonskih protiteles za zdravljenje alzheimerjeve bolezni. Gre za protitelo, usmerjeno proti beljakovini amiloid beta. Daje se intravensko. Najpogostejši neželeni učinki so glavobol, z infuzijo povezane reakcije in z amiloidom povezane nenormalnosti pri slikovni diagnostiki; slednji neželeni učinek je značilen za zdravila iz skupine protiteles, ki delujejo tarčno na amiloid.
Lekanemab je ameriški Urad za prehrano in zdravila odobril za uporabo v Združenih državah Amerike po pospešenem postopku januarja 2023 ter mu julija 2023 dodelil dokončno dovoljenje za promet. Evropska agencija za zdravila (EMA) je julija 2024 podala negativno mnenje za lekanemab, saj je ugotovila, da koristi zdravljenja ne odtehtajo tveganj, povezanih z zdravljenjem. Zdravilo med drugim tudi poveča tveganje za otekanje in krvavitve v možganih bolnikov, učinkovitost pa je po njihovem mnenju majhna. EMA je nato izvedla postopek ponovnega pregleda dokumentacije in novembra 2024 izdala pozitivno mnenje o zdravilu, kar je bila osnova, da je nato zdravilo pridobilo dovoljenje tudi v Evropski uniji.

## Neželeni učinki
Najpogostejši neželeni učinki so glavobol, z infuzijo povezane reakcije in z amiloidom povezane nenormalnosti pri slikovni diagnostiki (ARIA; angl. amyloid-related imaging abnormalities) slednji neželeni učinek je značilen za zdravila iz skupine protiteles, ki delujejo tarčno na amiloid. Z amiloidom povezane nenormalnosti pri slikovni diagnostiki so pogosto brezsimptomne, lahko pa se kažejo tudi v hudi obliki in v redkih primerih lahko nastopijo tudi življenjsko ogrožajoči neželeni dogodki. ARIA se najpogosteje kaže kot prehodno otekanje možganov, ki običajno sčasoma izzveni. Pri nekaterih bolnikih lahko oteklino spremlja tudi pikčasta krvavitev na površini možganov, nekateri bolniki pa občutijo simptome, kot so glavobol, zmedenost, omotica, motnje vida, slabost in napadi.  V kliničnem preskušanju 3. faze so možgansko oteklino opazili pri 12,6 % bolnikov, ki so prejemali lekanemab, in 2,8 % bolnikov je ob tem imelo tudi izražene simptome. V skupini bolnikov, ki so prejemali placebo, so poročali o pojavu možganske otekline pri 9,9 %; noben bolnik ni imel izraženih simptomov. V primerjavi s placebom povzroča lekanemab v vseh odmerkih pospešeno krčenje možganovine.

## Učinkovitost
Klinični učinek pri preprečevanju kognitivnega upada je navkljub učinkovitemu odstranjevanju plakov amiloida beta relativno skromen, kar kaže, da so v mehanizem vpleteni še številni drugi dejavniki. V kliničnem preskušanju 3. faze, v katerega so vključili 1.795 bolnikov z zgodnjo obliko alzheimerjeve bolezni, starih od 50 do 90 let, je lekanemab v primerjavi s placebom po 18 mesecih zdravljenja značilno upočasnil kognitivni upad pri 27 % bolnikov.

## Mehanizem delovanja
Lekanemab je monoklonsko protitelo, ki ga predstavlja humanizirana različica mišjega protitelesa mAb158, ki prepoznava protofibrile in izkazuje v živalskih modelih alzheimerjeve bolezni preprečevanje nalaganja amiloida beta oziroma nastanka tako imenovanih amiloidnih plakov. Po amiloidni teoriji je nalaganje zunajceličnih amiloidnih plakov v možganovini namreč glavni vzrok nastanka alzheimerjeve bolezni.